# カギソ・ディクガコイ
カギソ・エヴィデンス・ディクガコイ（Kagisho Dikgacoi, 1984年11月24日 - ）は、南アフリカ共和国・フリーステイト州ブランドフォート出身の元同国代表サッカー選手。現役時代のポジションはボランチ。本人の発音によるとカヒショ・ディハーチョイといった表記がより近い。

## 経歴
南アフリカ共和国のリーグにて2005年からプレー、高い技量はもとよりキャプテンシーをも兼ね備え高い評価を得る。
2009年8月にはプレミアリーグへとプレーの舞台を移している。
2015-16シーズン限りでカーディフ・シティFCを退団。2016年10月19日、以前よりトレーニングに参加していたレイモントヴィル・ゴールデン・アローズFCに復帰することが発表された。
南アフリカ共和国代表としては2007年のCOSAFAカップにてデビューを果たすと、不動のボランチとして君臨している。

## 代表歴

### 出場大会
- 南アフリカ代表
  - 2010 FIFAワールドカップ

### 試合数
- 国際Aマッチ 54試合 2得点（2007年-2013年）[3]

| 南アフリカ代表 | 国際Aマッチ | 国際Aマッチ |
| 年             | 出場        | 得点        |
| -------------- | ----------- | ----------- |
| 2007           | 4           | 0           |
| 2008           | 14          | 2           |
| 2009           | 15          | 0           |
| 2010           | 7           | 0           |
| 2011           | 3           | 0           |
| 2012           | 5           | 0           |
| 2013           | 6           | 0           |
| 通算           | 54          | 2           |